# S/2007 S 3
S/2007 S 3 je prirodni satelit planeta Saturn otkriven 2007. godine. Vanjski nepravilni satelit iz Nordijske grupe s oko 5 kilometara u promjeru i orbitalnim periodom od 1100 dana.